# سیارک ۴۰۴۰
سیارک ۴۰۴۰ (به انگلیسی: 4040 Purcell، نامگذاری:1987SN1) چهار هزار و چهلمین سیارک کشف شده‌است که در ۲۱ سپتامبر ۱۹۸۷ کشف شد.
قدر مطلق سیارک برابر ۱۲٫۸۰ است.